# Nicolas av Belgien
Prins Nicolas av Belgien, egentligen Nicolas Casimir Marie, född 13 december 2005 i Woluwe-Saint-Lambert, Belgien, är en belgisk prins. Han är son till prins Laurent av Belgien och Claire av Belgien. Han har en äldre syster, Louise av Belgien och en yngre tvillingbror, Aymeric av Belgien. Han är nummer 13 i den belgiska tronföljden. 